# Bourg-de-Péage
Bourg-de-Péage is een gemeente in het Franse departement Drôme (regio Auvergne-Rhône-Alpes). De gemeente telde 9.777 inwoners op 1 januari 2022. De plaats maakt deel uit van het arrondissement Valence.

## Geschiedenis
De naam van de gemeente verwijst naar de brug over de Isère, waar tol (péage) werd geheven. De oudste vermelding van deze tolbrug dateert van 1033 en de tol werd geheven door de Abdij van Saint-Barnard de Romans, die instond voor het onderhoud van de brug. De brug werd regelmatig beschadigd door overstromingen van de Isère. De brug werd vervangen in de 18e eeuw en vergroot in de 19e eeuw. In 1814, 1940 en 1944 werd de brug deels vernield en telkens hersteld.
In 1810 opende een eerste atelier waar vilten hoeden werden gemaakt. Een jaar later waren er al drie ateliers en rond het midden van de 19e eeuw waren er 16 ateliers met 400 werknemers. De nodige konijnenvellen werden eerst lokaal afgenomen, maar vanaf 1864 met de komst van de spoorweg, ging het om import. Rond 1883 kende deze industrie een crisis maar in 1929 werkten er alleen in de firma Mossant 1200 werknemers in de hoedenmakerij. Stilaan raakten hoeden uit de mode en in 1985 sloot de laatste hoedenmaker.

## Geografie
De oppervlakte van Bourg-de-Péage bedroeg op 1 januari 2022 13,71 vierkante kilometer; de bevolkingsdichtheid was toen 713,1 inwoners per km². De gemeente ligt aan de Isère.
De onderstaande kaart toont de ligging van Bourg-de-Péage met de belangrijkste infrastructuur en aangrenzende gemeenten.

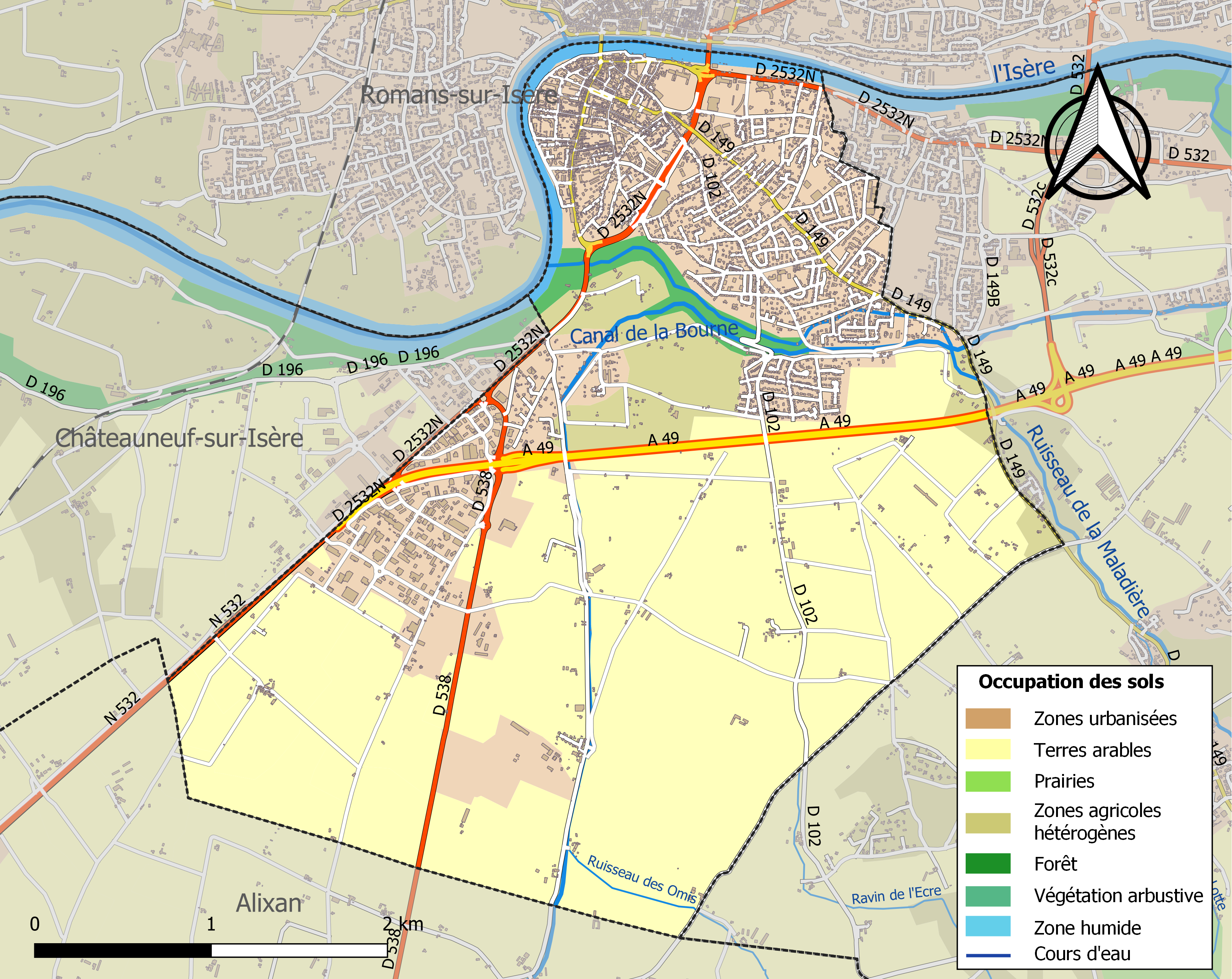

## Demografie
Onderstaande figuur toont het verloop van het inwonertal (bron: INSEE-tellingen).

## Geboren
- Romain Saïss (1990), Marokkaans voetballer

## Galerij

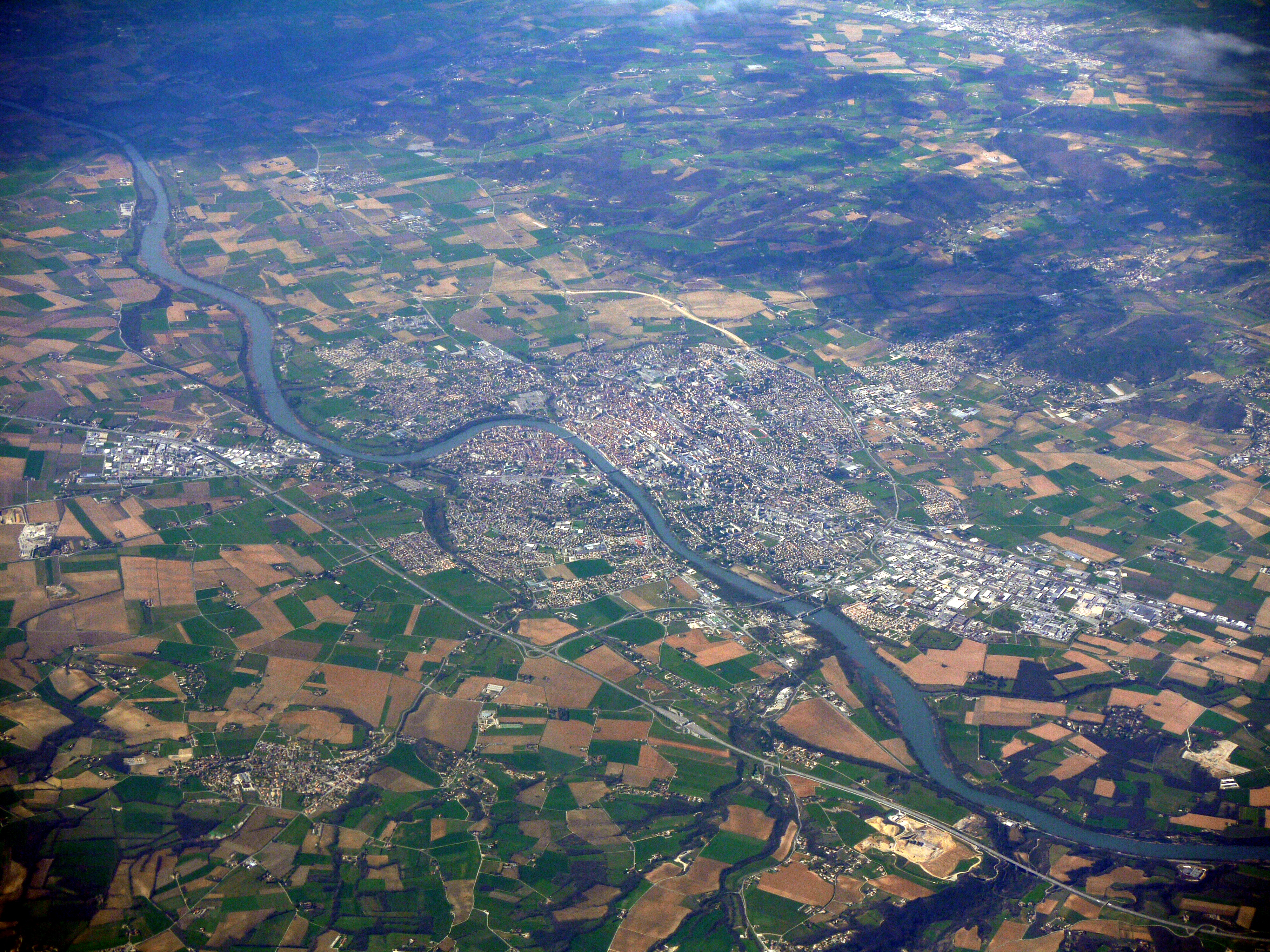
Gezicht op Bourg de Péage (links) en Romans sur Isère (rechts)
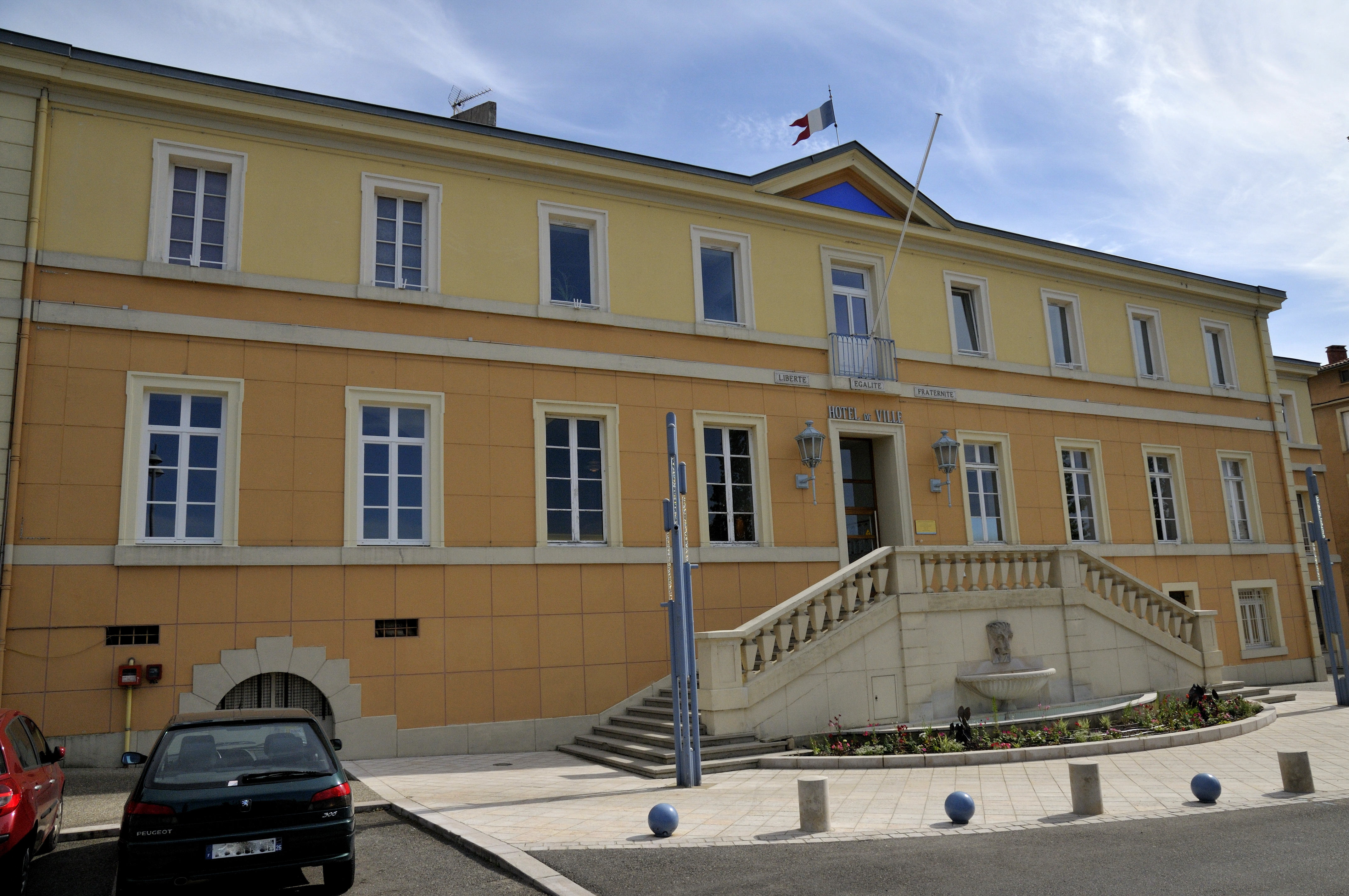
Gemeentehuis
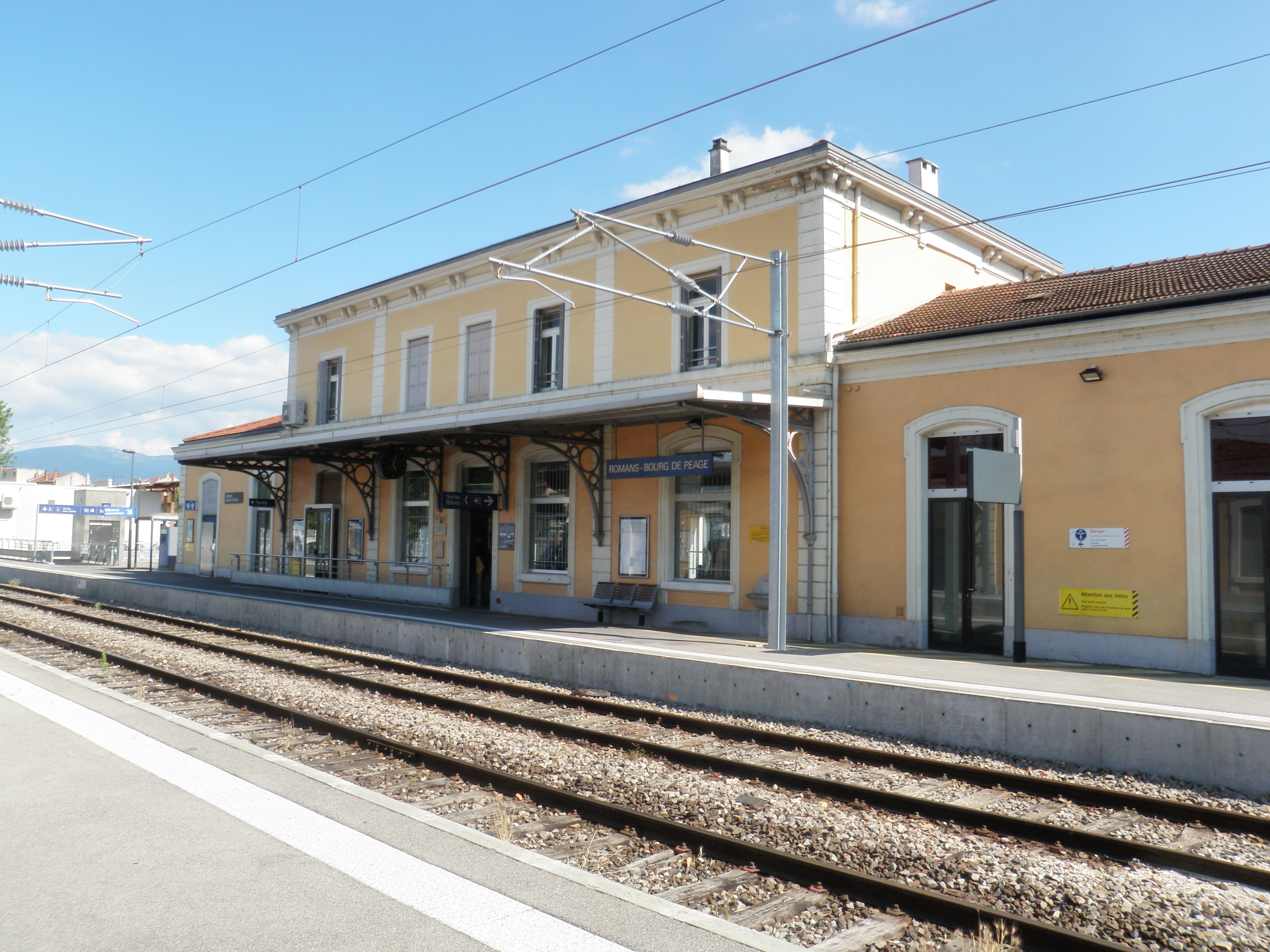
Station Romans-Bourg-de-Péage